# Ataque a la residencia de personas mayores de Stara Krasnianka
El ataque a la residencia de personas mayores de Stara Krasnianka ocurrió el 11 de marzo de 2022, durante la invasión rusa de Ucrania. El 7 de marzo, según informes, las Fuerzas Armadas de Ucrania ocuparon una residencia de ancianos en la aldea de Stara Krasnianka, cerca de Kreminná, óblast de Lugansk, y establecieron allí una posición de tiro sin evacuar primero a los residentes. El 11 de marzo de 2022, las Fuerzas separatistas rusas del Dombás atacaron la residencia con armas pesadas mientras todavía se encontraban en el interior 71 pacientes con discapacidad y 15 miembros del personal. Se produjo un incendio y murieron aproximadamente cincuenta personas.

## Eventos
Como informó ACNUDH, el 7 de marzo, soldados ucranianos tomaron posiciones dentro del centro de atención en la aldea de Stara Krasnianka, cerca de Kreminná (óblast de Lugansk) y estableció una base de tiro allí sin evacuar primero a los residentes y al personal.
En los días anteriores, las fuerzas armadas ucranianas supuestamente habían minado los alrededores y bloqueado las carreteras, lo que impidió a las autoridades locales evacuar el lugar, tal como solicitó la dirección de la residencia de ancianos. El 9 de marzo, las fuerzas ucranianas estacionadas en la residencia de ancianos participaron en el primer intercambio de disparos con separatistas prorrusos sin víctimas entre los civiles residentes de la casa. No está claro qué bando fue el primero en abrir fuego. El 11 de marzo, decenas de pacientes ancianos y discapacitados, algunos de ellos postrados en cama, se encontraban en la residencia sin agua ni electricidad, junto con los soldados ucranianos.
El 11 de marzo, grupos armados separatistas prorrusos atacaron de nuevo el centro de cuidados y utilizaron armas pesadas mientras los pacientes y el personal aún se encontraban en el interior. El ataque provocó un incendio que se extendió por todo el centro y mató a los pacientes que no podían moverse. Un grupo de residentes huyó de la casa, caminó 5 kilómetros por el bosque y recibió ayuda de los separatistas prorrusos. 22 pacientes sobrevivieron al ataque, pero hasta el 29 de junio se desconoce el número exacto de personas muertas. El 20 de marzo, Serhiy Haidai, gobernador de la región de Luhansk, informó de 56 víctimas. En el momento del ataque, 71 pacientes con discapacidad y 15 miembros del personal se encontraban en la casa.

## Secuelas
Después del ataque, la defensora del pueblo ucraniana, Denisova, declaró que más de 50 personas mayores en el asilo habían sido atacadas intencionalmente por un tanque y calificó el ataque como un "crimen contra la humanidad" cometido por "fuerzas de ocupación racistas". Serhiy Haidai, gobernador de la región de Lugansk, informó de 56 víctimas en el ataque, que calificó de "cínico y deliberado". También dijo que 15 supervivientes habían sido secuestrados por los ocupantes y llevados a un hospital geriátrico en Svátove, en ese momento bajo control separatista. El 20 de marzo, el fiscal general de Ucrania anunció cargos por crímenes de guerra contra Rusia por el ataque a un centro médico, y la embajada de Estados Unidos en Ucrania declaró que Moscú asumiría la responsabilidad por el crimen.
En la primera quincena de abril, un canal ruso de Telegram publicó un vídeo de la residencia de ancianos destruida, que mostraba muchos cuerpos quemados, municiones y armas entre las ruinas. The Washington Post "verificó la ubicación del nuevo vídeo y algunas de las imágenes comparándolas con múltiples vídeos y fotografías de archivo de antes de la guerra del asilo de ancianos". Según The Washington Post, "Our Donbas, un grupo de campaña aliado con la RPL, publicó anteriormente fotografías y un paquete de videos que mostraban áreas seleccionadas de daños en el asilo de ancianos y afirmaba que más de 60 personas murieron allí. El video del grupo y las imágenes, que también fueron verificadas por The Post, no mostraban cadáveres ni armas".
El fiscal general de Ucrania informó hallazgos preliminares que coincidían con el relato de Haidai; su oficina anunció cargos de crímenes de guerra contra Rusia por el ataque. El área estaba bajo control ruso y los investigadores ucranianos no habían podido acceder al sitio. El 29 de junio, la ACNUDH publicó un informe sobre la situación de los derechos humanos en Ucrania que revela más información sobre el ataque. Según el informe, las fuerzas armadas de Ucrania tienen una importante responsabilidad por lo sucedido porque "unos días antes del ataque del 11 de marzo, soldados ucranianos tomaron posiciones dentro del asilo de ancianos, convirtiendo efectivamente el edificio en un objetivo".